# Zawieszenie postępowania administracyjnego
Zawieszenie postępowania administracyjnego – wstrzymanie biegu postępowania, z możliwością jego podjęcia, bez potrzeby powtarzania dokonanych czynności procesowych. Zawieszenie postępowania administracyjnego może być obligatoryjne obowiązkowe bądź fakultatywne (nieobowiązkowe). To pierwsze odbywa się z urzędu, drugie zaś na wniosek zainteresowanej strony. Jest całościowo uregulowane w art. 97-103 Kodeksu postępowania administracyjnego (rozdział 6).

## Przesłanki zawieszenia postępowania
Przesłankami obligatoryjnego zawieszenia postępowania przez organ administracji publicznej są:
- śmierć strony lub jednej ze stron, gdy wezwanie jej spadkobierców albo zarządcy sukcesyjnego nie jest możliwe, a postępowanie nie ulega umorzeniu jako bezprzedmiotowe (art. 105 k.p.a.)

- śmierć przedstawiciela ustawowego strony

- utrata przez stronę lub jej ustawowego przedstawiciela zdolności do czynności prawnych

- w razie wygaśnięcia zarządu sukcesyjnego, gdy postępowanie toczyło się z udziałem jego zarządcy, jeżeli wezwanie spadkobierców zmarłego do udziału w postępowaniu nie jest możliwe, a postępowanie nie podlega umorzeniu jako bezprzedmiotowe

- w przypadku, gdy rozpatrzenie sprawy zależy od uprzedniego rozstrzygnięcia zagadnienia wstępnego przez inny organ lub sąd

- na wniosek Bankowego Funduszu Gwarancyjnego, w przypadku gdy stroną postępowania jest podmiot w restrukturyzacji, o którym mowa w art. 2 pkt 44 ustawy z dnia 10 czerwca 2016 r. o Bankowym Funduszu Gwarancyjnym, systemie gwarantowania depozytów oraz przymusowej restrukturyzacji

Zaistnienie choćby jednej z ww. przesłanek, uprawnia organ administracji publicznej do zawieszenia postępowania administracyjnego.
Fakultatywne zawieszenie postępowania jest możliwe, gdy z wnioskiem o to wystąpi strona, na której żądanie postępowanie zostało wszczęte, a wnioskowi temu nie sprzeciwiają się inne strony oraz zawieszenie nie zagraża interesowi społecznemu.
W tym przypadku muszą wystąpić wszystkie przesłanki, aby organ administracji publicznej mógł zawiesić postępowanie.

## Forma zawieszenia postępowania
Zawieszenie postępowania następuje w formie postanowienia, o którym organ winien zawiadomić strony. Na postanowienie to przysługuje zażalenie do organu wyższego stopnia.
W czasie zawieszenia postępowania organ może podejmować jedynie czynności niezbędne w celu zapobieżenia niebezpieczeństwa dla życia lub zdrowia ludzkiego albo poważnym szkodom dla interesu społecznego. Jednocześnie organ powinien poczynić niezbędne kroki w celu usunięcia przeszkody do dalszego prowadzenia postępowania.
Zawieszenie postępowania wstrzymuje bieg terminów przewidzianych w KPA.

## Podjęcie postępowania
W sytuacji obligatoryjnego zawieszenia postępowania, podejmuje się je po ustaniu przyczyny zawieszenia: z urzędu – jeżeli było wszczęte w ten sposób i odpowiednio na wniosek – jeżeli było ono wszczęte na wniosek strony. 
O podjęciu postępowania zawieszonego fakultatywnie zawsze decyduje wyłącznie strona. W tej sprawie organ wydaje postanowienie, które może być w trybie skargi zaskarżone do sądu administracyjnego.